# Raul Jobim Bittencourt
Raul Jobim Bittencourt (Porto Alegre, 2 de janeiro de 1902 — Rio de Janeiro, 20 de março de 1985) foi um político brasileiro. Era médico de formação e exerceu o mandato de deputado federal constituinte pelo Rio Grande do Sul em 1934. É filho de Oscar Muniz Bittencourt e Francisca Jobim Bittencourt, uma irmã de Jorge de Oliveira Jobim.

## Biografia
Concluiu o curso seu medicina em 1923, na Faculdade de Medicina de Porto Alegre, exercendo a profissão logo após a sua formação, sendo médico na Companhia Carbonífera Brasileira, em São Jerônimo (RS). No ano seguinte, foi contratado pela prefeitura de Porto Alegre e, em 1925, tornou-se docente da clínica de psiquiatria de sua antiga faculdade. Já em 1926, trabalhava como médico psiquiatra no Hospital São Pedro, na capital do Rio Grande do Sul.
Entre os anos de 1927 e 1928, dedicava-se ao ensino de literatura na Escola Normal de Porto Alegre, onde era professor, chegando a representar o estado gaúcho na 1ª Conferência Nacional de Educação, realizado em Curitiba.
Iniciou sua vida na política em 1929, quando foi eleito deputado à Assembléia Legislativa do Rio Grande do Sul pelo Partido Republicano Rio-Grandense (PRR), juntado-se a oposição ao governo Washington Luís, que ajudou a Aliança Liberal a lançar a candidatura de Getúlio Vargas, nas eleições de 1930.